# Keitani Graham
Keitani Graham (ur. 1 lutego 1980; zm. 7 grudnia 2012) – mikronezyjski zapaśnik walczący w oby stylach. Olimpijczyk z Londynu 2012, gdzie zajął dwudzieste miejsce w kategorii 84 kg, w stylu klasycznym.
Złoty medalista igrzysk Pacyfiku w 2007, a także igrzysk mikronezyjskich w 2010.
Czternasty na mistrzostwach świata w 2011. Zdobył osiem medali na mistrzostwach Oceanii w latach 2007 - 2011.
Startował również jako lekkoatleta na igrzyskach mikronezyjskich w 2002 roku w Kolonii. Zdobył tam złoty medal w pięcioboju i sztafecie 4 x 400 metrów.
Reprezentował stan Chuuk.